# Acker-Hellerkraut
Das Acker-Hellerkraut (Thlaspi arvense), auch als Acker-Täschelkraut, Acker-Pfennigkraut oder Ackertäschel bezeichnet, ist eine Pflanzenart aus der Gattung der Hellerkräuter (Thlaspi) innerhalb der Familie der Kreuzblütengewächse (Brassicaceae).

## Beschreibung

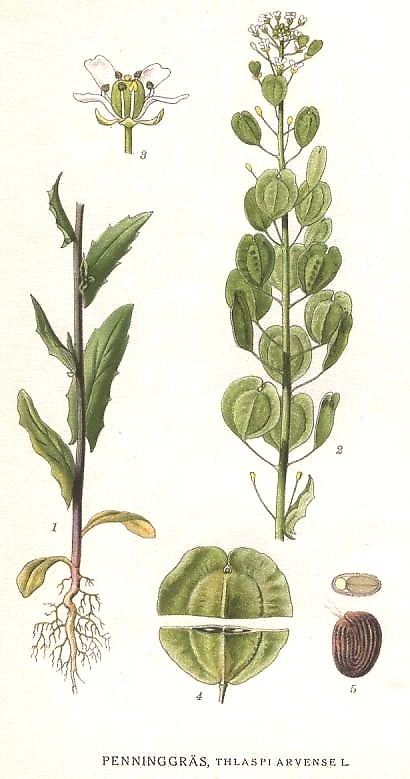
Illustration

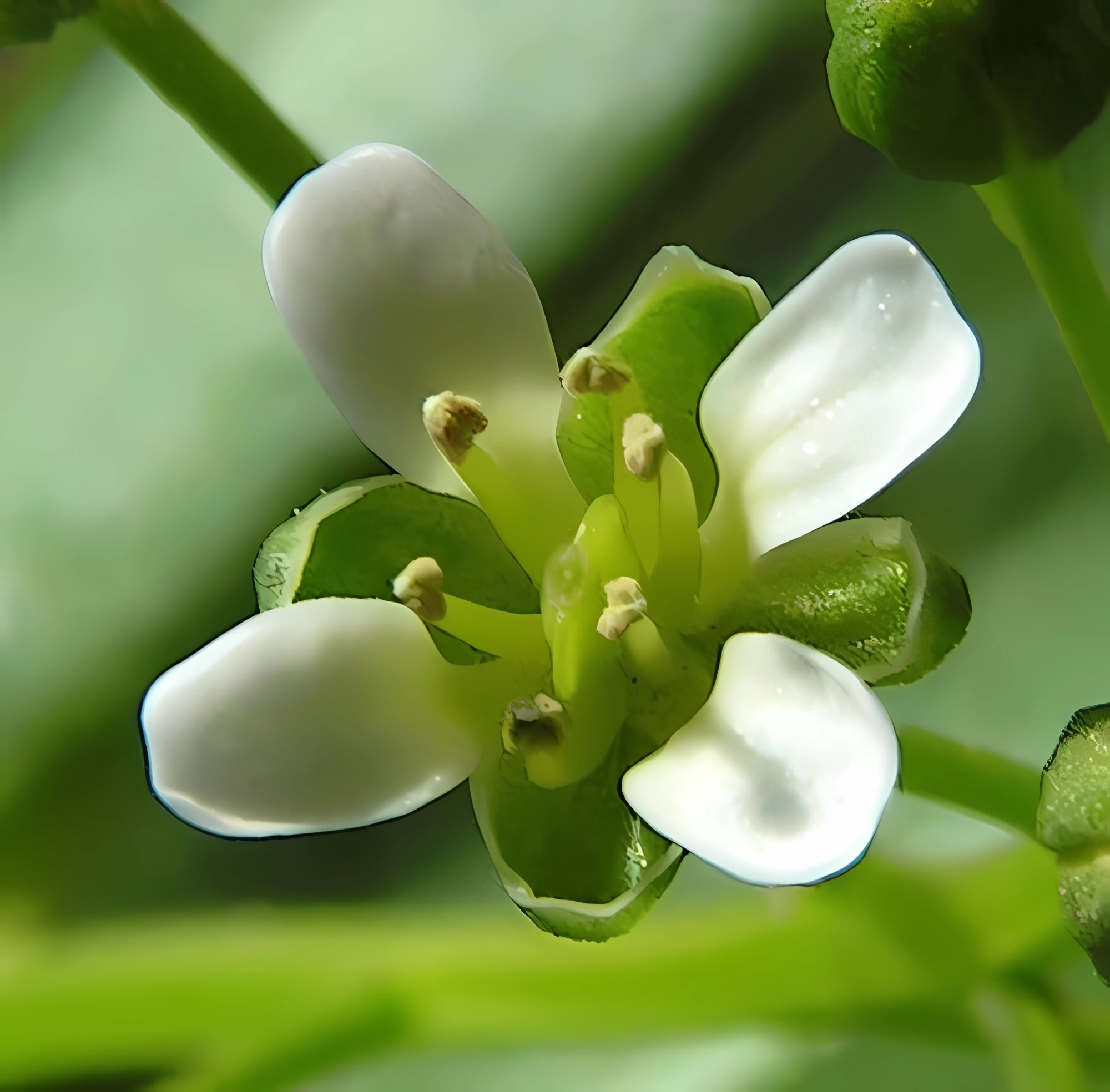
Blüte im Detail

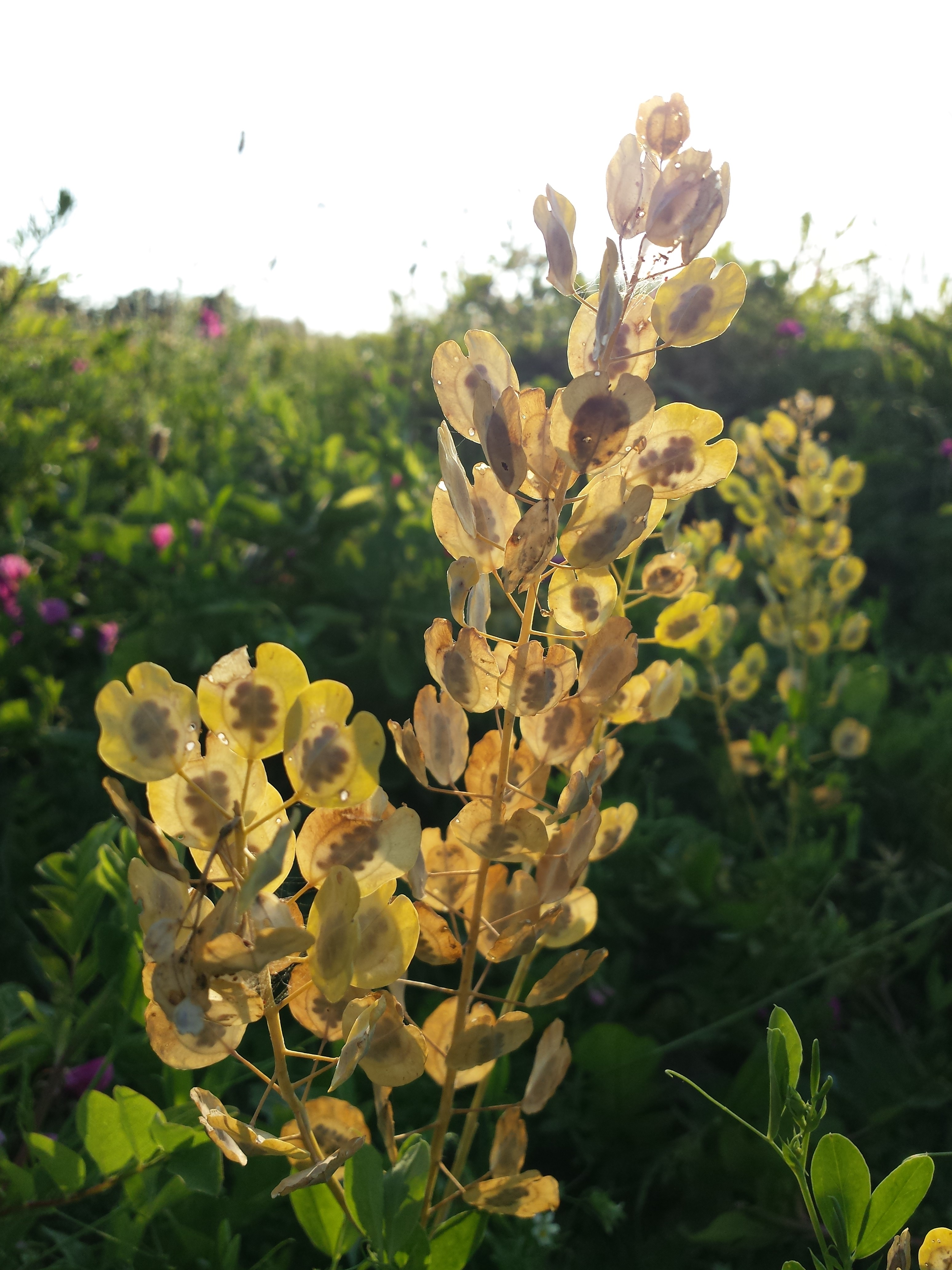
Fruchtstand mit Schötchen

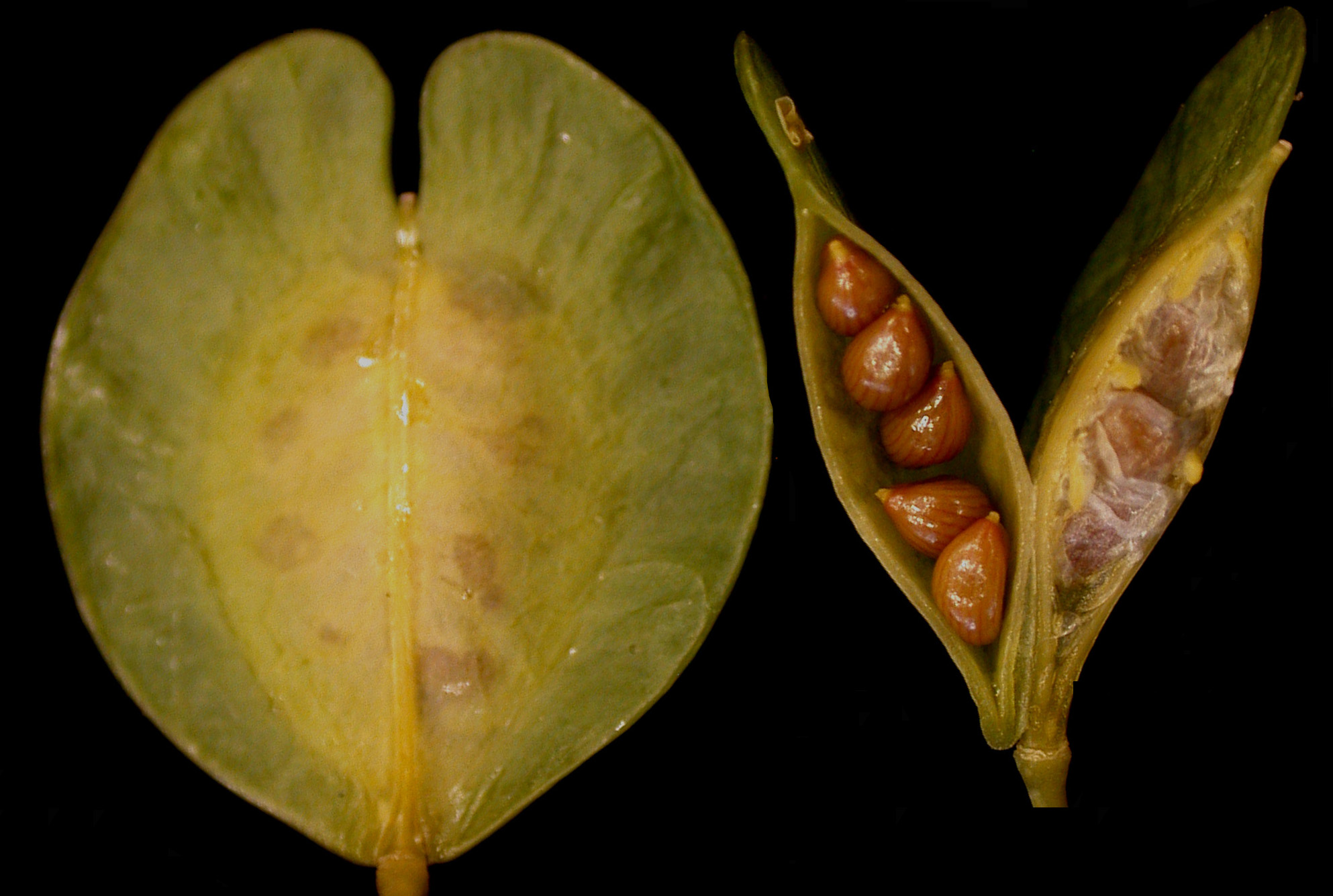
Schötchen und Samen

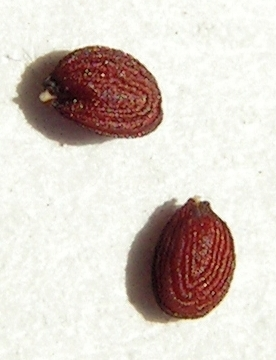
Samen

### Vegetative Merkmale
Das Acker-Hellerkraut wächst meist als einjährige krautige Pflanze und erreicht Wuchshöhen von 10 bis 40 Zentimetern. Alle oberirdischen Pflanzenteile sind kahl, gelbgrün und riechen beim Zerreiben deutlich nach Knoblauch. Der aufrechte Stängel ist meist verzweigt und kantig.
Die Laubblätter, mit Ausnahme der untersten, sind sitzend und pfeilförmig stängelumfassend. Die Blattspreiten sind länglich bis schmal-verkehrt-eiförmig, ganzrandig oder gezähnt.

### Generative Merkmale
Das Acker-Hellerkraut blüht vorwiegend von April bis Juni, gelegentlich auch bis September. In einem anfangs schirmtraubigen, später durch deutliche Streckung der Blütenstandsachse bis zur Fruchtreife, traubigen Blütenstand stehen viele Blüten zusammen.
Die zwittrige Blüte ist vierzählig mit doppelter Blütenhülle. Die vier Kelchblätter sind bei einer Länge von 2 bis 2,5 Millimetern elliptisch. Die vier weißen Kronblätter sind bei einer Länge von 3 bis 5 Millimetern länglich-keilförmig mit gerundetem bis schwach ausgerandetem oberem Ende. Es sind sechs Staubblätter vorhanden.
Der 7 bis 15 Millimeter lange Fruchtstiel ist fast waagerecht abstehend. Die Schötchen sind bei einer Länge von 12 bis 18 Millimeter fast kreisrund und ringsum breit geflügelt. Sie sind stark abgeflacht und besitzen am oberen Ende einen tiefen, sehr schmalen Einschnitt. Der Griffel ist nur 0,3 bis 0,5 Millimeter lang. Pro Samenfach enthält das Schötchen vier bis sieben Samen. Die dunkelbraune Samen sind bogig gerieft und bei einer Länge von 1,5 bis 2 Millimetern ellipsoid.
Die Chromosomenzahl beträgt 2n = 14.

## Ökologie
Das Acker-Hellerkraut ist eine einjährige, sommer- oder winterannuelle Pflanzenart, die bis 50 Zentimeter tief wurzelt und vielleicht deshalb relativ unempfindlich gegen Herbizide ist. Beim Zerreiben entweicht den Laubblättern ein leichter Geruch nach Lauch.
Die Blüten sind homogame bis vorweibliche „Nektar führende Scheibenblumen“. Der Insektenbesuch ist spärlich. Meist erfolgt spontane Selbstbestäubung. Typisch ist, dass an den langen Blüten-/Fruchtständen oben neue Blüten angelegt werden, während unten die ersten Früchte bereits reif sind.
Fruchtreife ist von Mai bis November. Die breit gesäumten rundlichen Schötchen dienen als Windfang. Die Ausbreitung der Diasporen erfolgt als Wind- und Tierstreuer sowie als Regenballist. Menschenausbreitung vollzieht sich bei der Trittausbreitung des Samen mit Ackererde und durch ihre Verschleppung mit Erntegeräten. Die Samen sind reich an fettem Öl und bis über 30 Jahre keimfähig.

## Vorkommen
Thlaspi arvense ist in weiten Teilen Europas und von Westasien bis Ostasien und auf dem indischen Subkontinent verbreitet. Es gibt Fundortangaben für Österreich, Liechtenstein, die Schweiz, Italien, Monaco, Frankreich, Andorra, Spanien, Gibraltar, Portugal, Luxemburg, Belgien, die Niederlande, das Vereinigte Königreich, Dänemark, Schweden, Estland, Lettland, Litauen, Russland, die Ukraine, die Krim, Moldawien, Ungarn, Slowenien, Kroatien, Serbien, Kosovo, Bosnien und Herzegowina, Montenegro, Rumänien, Albanien, Bulgarien, Nordmazedonien, Griechenland, Inseln in der östlichen Ägäis und die Türkei. Als Neophyt kommt es auch in der Neuen Welt, in Afrika, Australien und Neuseeland vor. In Mitteleuropa kommt es verbreitet und häufig vor. In Deutschland, Österreich und der Schweiz ist das Acker-Hellerkraut verbreitet und häufig; wobei es in Deutschland ein Neophyt ist. In den Allgäuer Alpen steigt sie im Kleinwalsertal nahe der Bergstation der Kanzelwandbahn bis zu 1940 Meter auf.
Das Acker-Hellerkraut wächst in Ackerunkrautgesellschaften, aber auch in Ruderalfluren und auf Schuttplätzen. Es gedeiht meist auf nährstoffreichen, humosen, insbesondere lehmigen Böden. Es ist in Mitteleuropa eine Charakterart des Fumario-Euphorbion-Verbands, kommt wenn auch seltener in Pflanzengesellschaften des Verbands Sisymbrion oder der Klasse Secalietea vor.
Die ökologischen Zeigerwerte nach Landolt et al. 2010 sind in der Schweiz: Feuchtezahl F = 3w (mäßig feucht aber mäßig wechselnd), Lichtzahl L = 4 (hell), Reaktionszahl R = 3 (schwach sauer bis neutral), Temperaturzahl T = 3+ (unter-montan und ober-kollin), Nährstoffzahl N = 4 (nährstoffreich), Kontinentalitätszahl K = 3 (subozeanisch bis subkontinental).

## Taxonomie
Die Erstveröffentlichung von Thlaspi arvense erfolgte 1753 durch Carl von Linné in Species Plantarum, Tomus II, S. 646.

## Namensherkunft
Der Name „Hellerkraut“ bzw. „Pfennigkraut“ leitet sich von den rundlichen Schötchen ab, die an kleine Münzen erinnern.

## Verwendung und Inhaltsstoffe
Acker-Hellerkraut ist gekocht oder roh essbar. Es hat einen bitteren Geschmack, der durch Dünsten abgeschwächt werden kann. Bei übermäßiger Verfütterung an Legehühner entstehen Graseier.
Frische grüne Pflanzenteile und die Samen enthalten Sinigrin, bei dessen enzymatischer Spaltung ein ätherisches Öl mit Allylisothiocyanat und Allylthiocyanat entsteht.